# Про возз'єднання розділеної Європи (резолюція)
Резолюція парламентської асамблеї ОБСЄ «Про возз'єднання розділеної Європи: Заохочення прав людини та громадянських свобод у регіоні ОБСЄ у XXI столітті» — офіційний документ ОБСЄ, в якому засуджено злочини сталінського та нацистського режимів і запропоновано зробити 23 серпня, день підписання пакту Молотова — Ріббентропа, днем пам'яті жертв сталінізму та нацизму. Прийнято 3 липня 2009 року.
Багато джерел схарактеризували цю резолюцію як таку, що «покладає відповідальність за Другу світову війну на Німеччину та СРСР рівною мірою». Спільна згадка та засудження нацистського та сталінського режимів зазнала різкої критики з боку російської делегації, а також представників комуністичних партій Європи.

## Зміст резолюції
У резолюція, зокрема, зазначено, що у XX столітті країни Європи пережили два потужні тоталітарні режими — нацистський і сталіністський, під час яких мав місце геноцид, порушено права і свободи людини, скоєно воєнні злочини та злочини проти людства.
У резолюції засуджено будь-які форми тоталітарного правління незалежно від їхньої ідеологічної основи та запропоновано країнам-учасницям продовжувати та заохочувати вивчення тоталітарної спадщини, а також рівень поінформованості громадськості про тоталітарну історію, людську гідність, права та основні свободи людини, плюралізм, демократію.
Резолюція просить уряди й парламенти держав-учасниць повністю позбутися структур і моделей поведінки, покликаних прикрасити минуле цих країн, які намагаються повернутися до нього, а також таких структур і моделей, в основу яких від початку закладено порушення прав людини.
Крім того, висловлено занепокоєння з приводу вихваляння тоталітарних режимів, включно з проведенням публічних демонстрацій в ознаменування нацистського або сталіністського минулого, а також можливого поширення та зміцнення різних екстремістських рухів і груп, зокрема, неонацистів і скінхедів, закликає держави-учасниці боротися зі ксенофобією та агресивним націоналізмом.
Резолюція містить заклик до держав-членів ОБСЄ відкрити свої історичні та політичні архіви, а також просить приділяти більше уваги дотриманню прав людини у всіх державах-учасницях.

## Історія розробки та мета прийняття
Ініціаторами резолюції стали депутат Державних зборів Словенії Роберто Бателлі та депутатка Сейму Литви Вілія Алякнайте-Абрамікене. Прийняттям документа ОБСЄ підтримала намір Європарламенту відзначати дату підписання пакту Молотова — Ріббентропа, 23 серпня 1939 року, як День пам'яті жертв сталінізму та нацизму. Це рішення присвячено 70-річчю початку Другої світової війни. У резолюції підкреслено, що і нацизм, і сталінізм характеризувалися геноцидом, порушенням прав і свобод людини, воєнними злочинами та злочинами проти людства. Мета запровадження Дня пам'яті жертв сталінізму та нацизму, як зазначено в резолюції, — перешкодити звеличенню нацистського та сталінського минулого та запобігти появі неонацистських режимів.
З 213 парламентарів, що засідали того дня в асамблеї, проти прийняття декларації з резолюцією проголосували лише 8. За деякими джерелами, російська делегація бойкотувала обговорення резолюції, проте голова асамблеї Клас Бергман спростував цю інформацію, повідомивши, що представники Росії продовжили брати участь у засіданні.

## Оцінки

### Позитивні
|                                                | У XX столітті європейські країни зазнали тиску двох потужних тоталітарних режимів: нацистського і сталінського. Обидва ці режими несли геноцид, порушення прав і свобод людини, воєнні злочини та злочини проти людства.. |
| — Роберто Баттеллі, автор резолюції (Словенія) | |

| | Образливим це формулювання можна вважати лише в одному випадку – якщо ставити знак рівності між радянським народом та тоталітарним сталінським режимом. Для мене, як і для багатьох людей, сталінізм і народ, що зламав хребет фашистської Німеччини, — це абсолютно різні поняття. На пострадянському просторі, мабуть, не знайдеться сім'ї, яка так чи інакше не постраждала від сталінського режиму. Якщо для сучасної російської влади це синоніми, то полемізувати з ними абсолютно марно, але ці люди мають усвідомлювати, що саме це ототожнення і є найбільшою образою тих, хто поклав свої життя в боротьбі з фашизмом.Оригінальний текст (рос.) Оскорбительной данную формулировку можно считать только в одном случае — если ставить знак равенства между советским народом и тоталитарным сталинским режимом. Для меня, как и для многих людей, сталинизм и народ, сломивший хребет фашистской Германии — это абсолютно разные понятия. На пост-советском пространстве, пожалуй, не найдётся семьи, так или иначе не пострадавшей от Сталинского режима. Если для современных российских властей это синонимы, то полемизировать с ними абсолютно бесполезно, но эти люди должны отдавать себе отчёт в том, что именно это отождествление и есть наибольшее оскорбление тех, кто сложил свои жизни в борьбе с фашизмом. |
| — Євген Цибуленко, завідувач кафедри міжнародного та порівняльного права Талліннської школи права ТТУ (Естонія) | |

### Негативні
|                                                                                              | Зрівняння нацистського режиму та сталінського в Радянському Союзі, який зробив вирішальний внесок у розгром фашизму, є наругою над історією.Оригінальний текст (рос.) Уравнивание нацистского режима и сталинского в Советском Союзе, внесшего решающий вклад в разгром фашизма, является надругательством над историей. |
| — Олександр Козловський, керівник російської делегації на сесії Парламентської асамблеї ОБСЄ | |